# Bougouni
Bougouni is een stad (commune urbaine) en gemeente (commune) in de regio Sikasso in Mali. De gemeente telt 58.500 inwoners (2009).